# Sutton and Cheam (circonscription britannique)
Circonscription parlementaire de la Chambre des communes
La circonscription de Sutton et Cheam est une circonscription électorale anglaise située dans le Grand Londres, et représentée à la Chambre des communes du Parlement britannique.

## Géographie
La circonscription comprend :
- La partie ouest du borough londonien de Sutton
- Les quartiers de Cheam, North Cheam, Belmont, Benhilton et Sutton

## Députés
Les Members of Parliament (MPs) de la circonscription sont :
| Législature                                  | Années       | Député           | Député          | Parti        |
| -------------------------------------------- | ------------ | ---------------- | --------------- | ------------ |
| Sutton and Cheam issue de Wimbledon et Epsom |              |                  |                 |              |
| 38e                                          | 1945–1950    |                  | Sidney Marshall | Conservateur |
| 39e                                          | 1950–1951    |                  | Sidney Marshall | Conservateur |
| 40e                                          | 1951–1954    |                  | Sidney Marshall | Conservateur |
| 40e                                          | 1954-1955    | Richard Sharples |                 | Conservateur |
| 41e                                          | 1955–1959    | Richard Sharples |                 | Conservateur |
| 42e                                          | 1959–1964    | Richard Sharples |                 | Conservateur |
| 43e                                          | 1964–1966    | Richard Sharples |                 | Conservateur |
| 44e                                          | 1966–1969    | Richard Sharples |                 | Conservateur |
| 45e                                          | 1970–1972    | Richard Sharples |                 | Conservateur |
| 45e                                          | 1972-1974    |                  | Graham Tope     | Libéral      |
| 46e                                          | 1974–1974    |                  | Neil Macfarlane | Conservateur |
| 47e                                          | 1974–1979    |                  | Neil Macfarlane | Conservateur |
| 48e                                          | 1979–1981    |                  | Neil Macfarlane | Conservateur |
| 49e                                          | 1983–1987    |                  | Neil Macfarlane | Conservateur |
| 50e                                          | 1987–1992    |                  | Neil Macfarlane | Conservateur |
| 51e                                          | 1992–1997    | Olga Maitland    |                 | Conservateur |
| 52e                                          | 1997–2001    |                  | Paul Burstow    | Travailliste |
| 53e                                          | 2001–2005    |                  | Paul Burstow    | Travailliste |
| 54e                                          | 2005–2010    |                  | Paul Burstow    | Travailliste |
| 55e                                          | 2010–2015    |                  | Paul Burstow    | Travailliste |
| 56e                                          | 2015–2017    |                  | Paul Scully     | Conservateur |
| 57e                                          | 2017–2019    |                  | Paul Scully     | Conservateur |
| 58e                                          | 2019–Présent |                  | Paul Scully     | Conservateur |

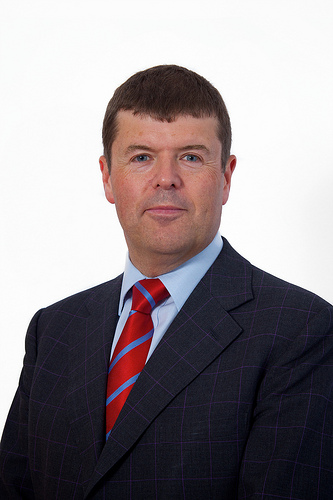
Paul Burstow (1997-2015)
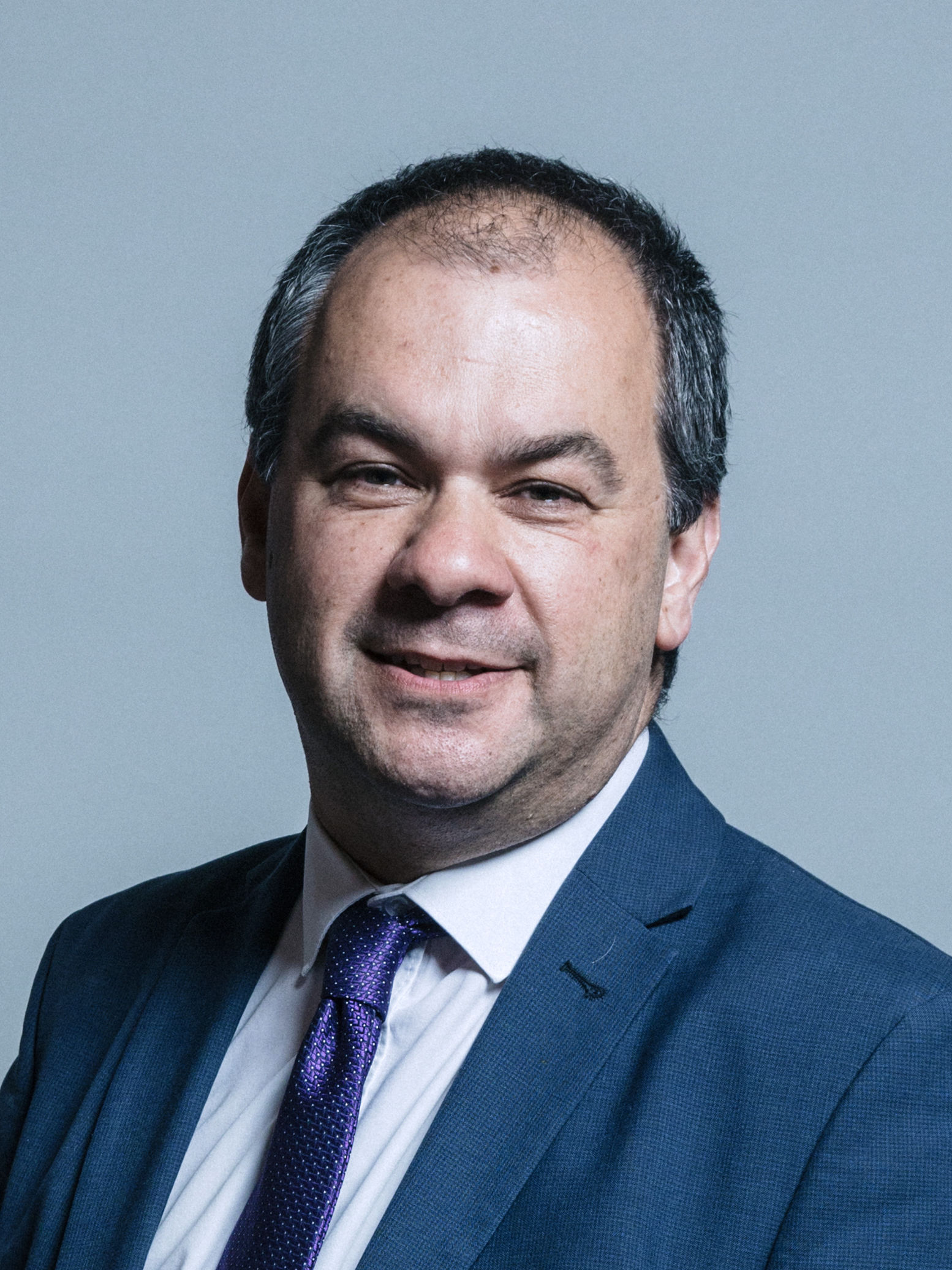
Paul Scully (2015-Présent)